# Archon Satani
«Archon Satani» — дуэт Томаса Петтерссона и Микаеля Ставёстранда, образовавшийся в конце 1980-х годов. Хотя группа просуществовала лишь до 1993 года, она успела прославиться как эталон сатанинского дарк-эмбиента. Сразу после распада группы Томас Петерссон основал Ordo Equilibrio, а впоследствии Ordo Rosarius Equilibrio.

## Стиль
Томас Петерссон и Микаель Ставёстранд основали Archon Satani как проект, в котором они могли бы объединить свои различные мнения и идеи экспериментальной музыки. В своей музыке исполнители руководствуются как своими мыслями, так и идеями Алистера Кроули и Антона Лавея. 

Сами произведения описываются, как тёмные и мистические звуки в сочетании с текстами об индивидуальности, и личной свободы ума.

## Факты
- Большинство альбомов было выпущено после распада этого проекта, то есть после 1993 года.

## Дискография
| Год  | Название альбома                | Лейбл              |
| ---- | ------------------------------- | ------------------ |
| 1991 | Memento Mori                    | Sound Source       |
| 1991 | Virgin Birth                    | Sound Source       |
| 1992 | Beyond All Thee Sickness        | A.C. Recordings    |
| 1993 | Mind Of Flesh & Bones           | Staalplaat         |
| 1994 | In Shelter                      | Dark Vinyl Records |
| 1997 | The Righteous Way To Completion | Cold Spring        |